# Tuberculocarpus
Tuberculocarpus, es un género monotípico de planta herbácea erecta de la familia de las asteráceas. Su única especie: Tuberculocarpus ruber, es originaria de Venezuela.

## Taxonomía
Tuberculocarpus ruber fue descrita por (Aristeg.) Pruski  y publicado en Novon 6(4): 415. 1996.
Sinonimia
- Aspilia rubra Aristeg.	basónimo
- Wedelia rubra (Aristeg.) B.L.Turner[3]